# Edmonton (stacja kolejowa)
Edmonton (ang: Edmonton railway station) – stacja kolejowa w Edmonton, w prowincji Alberta, w Kanadzie. Znajduje się na głównej linii Canadian National Railway. Stacja jest obsługiwana przez Via Rail The Canadian trzy razy w tygodniu w każdym kierunku. Stacja kolejowa znajduje się w pobliżu Edmonton City Centre Airport, około 8-10 km od centrum miasta.